# Luis Miravitlles Torras
Luis Miravitlles Torras (1930 - Barcelona, 26 d'abril de 1995) va ser un divulgador científic espanyol.

## Biografia
Llicenciat en Farmàcia, va tenir no obstant això, una trajectòria professional de gran projecció pública, perquè es va dedicar durant molts anys a la divulgació científica en els mitjans de comunicació, sobretot en televisió.
Va ingressar a TVE el 1959 i hi va romandre fins a finals dels anys setanta. A la memòria queden programes com Visado para el futuro (1963-1965), Las fronteras de la ciencia (1966), Misterios al descubierto (1966-1970), La Prehistoria del futuro (1974). Més endavant col·laboraria també en el programa de Manuel Martín Ferrand Hora 15 (1977-1979).
La seva labor divulgadora va abastar també el món del cinema i entre les seves pel·lícules, es pot esmentar també Las Galaxias que va quedar segona en el II Festival Internacional de Film Científic de la Universitat Lliure de Brussel·les.
Va ser també autor de nombrosos llibres, com a Visado para el futuro, basat en els testimoniatges del seu programa de televisió, que va aconseguir una tirada d'1.200.000 exemplars i va ser traduït a diversos idiomes.
Pel que fa a la seva labor docent, entre 1952 i 1971 va ser professor adjunt de Bioquímica i Geologia en la Universitat de Barcelona. A més, el 1968 es va convertir en membre de la Comissió Especial de Sel·lenologia de la NASA i el 1972 va ser nomenat vicepresident de la Associació d'Astronàutica Espanyola. Altres càrrecs que va ocupar van ser: director general de la cadena hotelera HUSA, director general de promoció del Turisme a l'època de UCD, adjunt a la presidència del grup Cirsa, acadèmic corresponent de la Reial Acadèmia de Medicina de Barcelona i delegat de relacions públiques de l'ajuntament de Barcelona.

## Premis
Entre els premis i condecoracions rebuts, figuren el Premi Ondas (1965, Visado para el futuro: millor programa científic), la medalla al Mèrit Militar de primera classe.

## Obres
- Miravitlles, Luis (1969): Visado para el futuro. Salvat Editores, S.A. Biblioteca Básica Salvat de Libros RTV, 33. 186 págs. Barcelona (2ª ed. 1971: ISBN 84-345-7234-6)
- —— (1985): Misterios al descubierto. Editorial Planeta, S.A. Documento, 173. 247 págs. Barcelona ISBN 84-320-4355-9